# ودسکوف
ودسکوف (به لاتین: Vodskov) یک منطقهٔ مسکونی در دانمارک است که در Aalborg Municipality واقع شده‌است. ودسکوف ۲٫۶۲ کیلومتر مربع مساحت و ۴٬۵۶۶ نفر جمعیت دارد.